# 養福院 (市川市)
養福院（ようふくいん）は、千葉県市川市にある真言宗豊山派の寺院。

## 歴史
1550年（天文19年）に開山された。東京都江戸川区の善養寺の末寺である。
昭和中期は無住（住職不在）の寺で、「物置き小屋同然の御堂」の状態であった。令和の現在は専任の住職もおり、門前の案内板によれば、2008年（平成20年）に本堂が再建されたという。

## 交通アクセス
- 妙典駅より徒歩16分。